# الرقص في الظلام
«الرقص في الظلام» أو «دانس إن ذا دارك» (بالإنجليزية: "Dance In The Dark")‏ أغنية للفنانة ليدي غاغا، من ألبومها الستوديو الثاني وحش الشهرة.
نالت الأغنية نقداً جيداً مع أنها لم تحقق تقدم كبير في مراكز سباقات الأغاني كأغانيها السابقة.
للأغنية إيحاء صغير من موسيقى الريترو والنيو وايف، تبدأ الأغنية كلامياً بذكر غاغا لبعض الشخصيات المشهورة كانت نهايتهم تراجيدية. ومحور الأغنية بشكل عام هي عن فتاة التقتها غاغا وكانت تلك الفتاة تستحي بجسدها أمام حبيبها، فلا ترضي أن تمارس الجنس معه إلا في 'الظلام'. فتلك الفتاة تتصرف على طبيعتها وتطلق حيوانها الداخلي فقط في الظلمة.

## وصلات خارجية
- ليدي غاغا تغني «الرقص في الظلام» في حفل BRIT Awards 2010 MTV.com